# Бараново (Кічменгсько-Городецький район)
Бара́ново (рос. Бараново) — присілок у складі Кічменгсько-Городецького району Вологодської області, Росія. Входить до складу Кічмензького сільського поселення.

## Населення
Населення — 42 особи (2010; 35 у 2002).
Національний склад (станом на 2002 рік):
- росіяни — 94 %